# Renan Calheiros

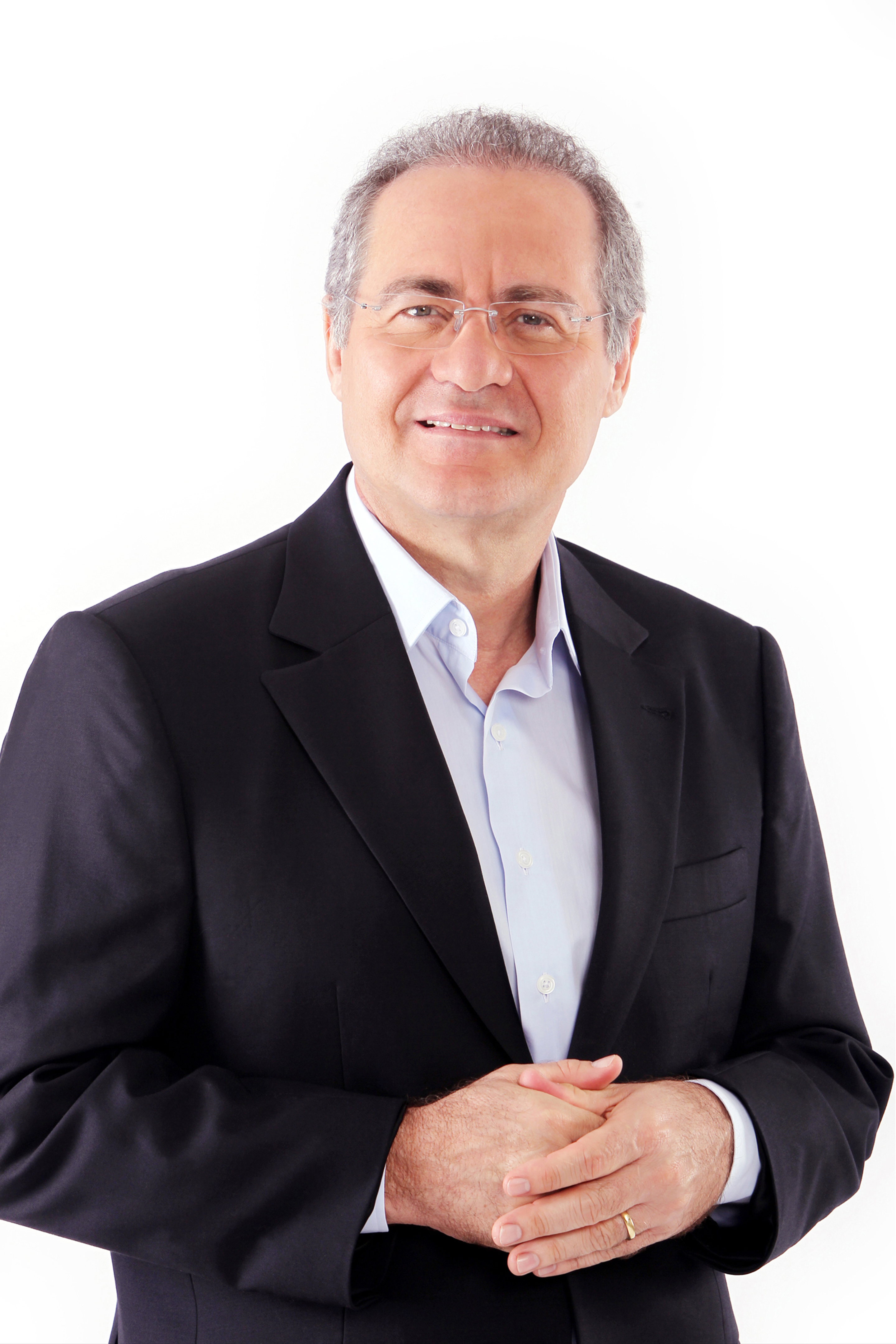
Renan Calheiros

José Renan Vasconcelos Calheiros (* 16. September 1955 in Murici, Alagoas) ist ein brasilianischer Politiker des MDB und der Präsident des Bundessenats im Nationalkongress und als Vertreter seines Heimatstaates Alagoas in seiner dritten Amtszeit im Senat von Brasilien 2010–2018, nach 1994–2002 und 2002–2010. Renan Calheiros gilt als eine der umstrittensten und schillerndsten Figuren der brasilianischen Politik.
Am 5. Dezember 2016 wurde Calheiros durch das Supremo Tribunal Federal wegen des Verdachts der Veruntreuung vorläufig seines Amtes als Senatspräsident enthoben.

## Leben
Die politische Laufbahn von Renan Calheiros ist voller Paradoxien: In seiner Jugend war er dem PCdoB angeschlossen, unterstützte Fernando Collor de Mello als Präsident, war Justizminister unter Fernando Henrique Cardoso und wurde später zu einem der wichtigsten Verbündeten der Partei von Lula da Silva, des PT.
Geboren in Murici (Alagoas), begann Renan seine Karriere in der Studentenbewegung Militanter des PCdoB, zu der sein Bruder Renildo Calheiros heute immer noch gehört, und trat zum MDB über, für den er 1978 zum Abgeordneten in Alagoas gewählt wurde. In der Gesetzgebenden Versammlung von Alagoas nannte er Ende der 1970er Jahre den damaligen zum Bürgermeister von Maceio ernannten Fernando Collor de Mello den „Kronprinz von Korruption“ („príncipe herdeiro da corrupção“).
Gewählt 1982 als Kongressabgeordneter sponserte er den Eintritt von Collor de Mello in den 1980 gegründeten Partido do Movimento Democrático Brasileiro (PMDB) und unterstützte seine Kampagnen für den Gouverneursposten und als Präsident. Als er zum möglichen Führer der damaligen Collor-Regierung in der Abgeordnetenkammer genannt wurde, brach er mit Collor de Mello und unterstützte einen anderen Kandidaten für den Gouverneursposten von Alagoas. Er setzte sich für die Amtsenthebung Collor de Mellos ein und nachdem Itamar Franco darauf folgend zum Präsidenten gewählt wurde, bekam er den Posten als Vizepräsident der Chemiesparte von Petroquisa. 1994 wurde er zum Senator gewählt.
Er unterstützte die Verfassungsänderung, die die Wiederwahl von Fernando Henrique Cardoso ermöglichte. 1998 wurde er zum Justizminister ernannt. 1999 wurde Renan Calheiros unter dem Druck von Gouverneur Mario Covas aus der Politik entfernt. Er unterstützte den PSDB-Kandidaten José Serra als Präsidenten, verbündete sich aber später mit Lula da Silva, was auf einen Verbündeten zu Regierungspositionen hinwies. Im Jahr 2006 stellte er den Antrag auf Einrichtung eines parlamentarischen Untersuchungsausschusses gegen Lula da Silva ein.